# 馬丁·J·惠特曼管理學院

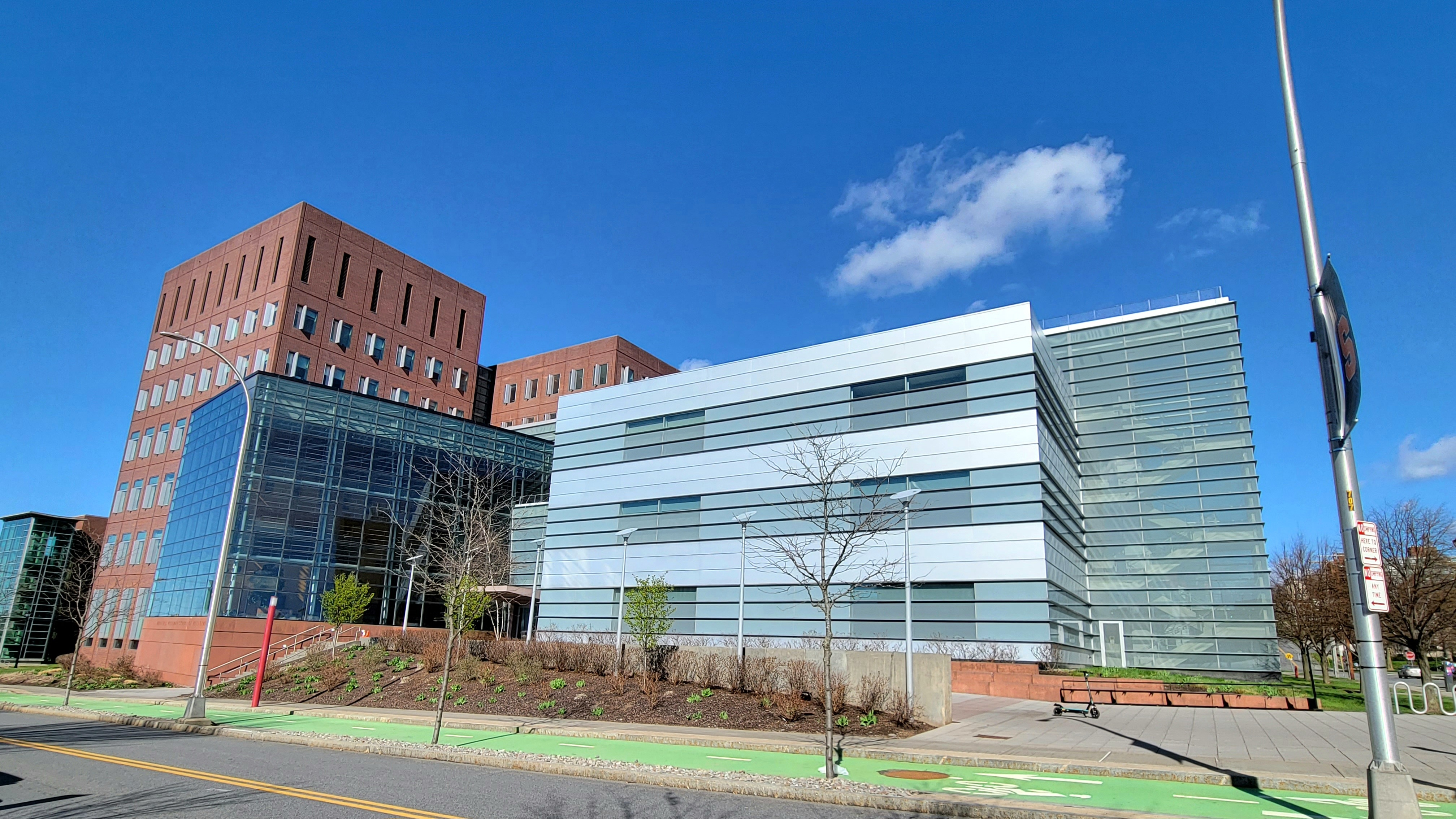
馬丁·J·惠特曼管理學院的照片

馬丁·J·惠特曼管理學院（Martin J. Whitman School of Management)是隶属于雪城大学的商学院，位于纽约州雪城。学院创立于1919年，提供学士、硕士和博士学位。

## 历史
1919年8月10日，学院以雪城大学工商管理学院之名成立. 至1920年， 学院作为第16个成员加入了國際商管學院促進協會 (AACSB).